# The Max Roach Quartet Featuring Hank Mobley
The Max Roach Quartet Featuring Hank Mobley è un album di Max Roach con Hank Mobley, pubblicato dalla Debut Records nel 1954. Il disco fu registrato il 10 aprile del 1953 a New York.

## Tracce
Lato A
1. Cou-Manchi-Cou – 3:01 (Max Roach)
2. Just One of Those Things – 3:08 (Cole Porter)
3. Drum Conversation – 2:42 (Max Roach)

Lato B
1. Chi-Chi – 2:58 (Charlie Parker)
2. Kismet – 2:39 (Hank Mobley)
3. I'm a Fool to Want You – 3:13 (Frank Sinatra, Jack Wolf, Joel Herron)

Edizione CD del 1990, pubblicato dalla Original Jazz Classics OJCCD-202-2
1. Cou-Manchi-Cou – 3:01 (Max Roach)
2. Just One of Those Things – 3:08 (Cole Porter)
3. Glow Worm – 2:27 (arr. Lincke, Wright)
4. Mobleyzation – 2:42 (Hank Mobley)
5. Chi-Chi – 2:58 (Charlie Parker)
6. Kismet – 2:39 (Hank Mobley)
7. I'm a Fool to Want You – 3:13 (Frank Sinatra, Jack Wolf, Joel Herron)
8. Sfax – 2:17 (Max Roach)
9. Orientation – 2:50 (Hank Mobley)
10. Drum Conversation – 2:42 (Max Roach)
11. Drum Conversation (Part 2) – 4:38 (Max Roach) – Registrato dal vivo al Massey Hall di Toronto (Canada)

- Brani CD registrati il 10 aprile 1953 a New York, tranne il brano 11 registrato il 15 maggio 1953[1].

## Musicisti
Max Roach Quartet
Brani LP A1, A2, A3, B1, B2 e B3 / CD 1, 2, 5, 6 e 7
- Hank Mobley - sassofono tenore
- Max Roach - batteria
- Walter Davis Jr. - pianoforte
- Franklin Skeete - contrabbasso

Max Roach Septet
Brani CD 3, 4, 8 e 9
- Hank Mobley - sassofono tenore
- Max Roach - batteria
- Walter Davis Jr. - pianoforte
- Idrees Sulieman - tromba
- Leon Comegys - trombone
- Gigi Gryce - sassofono alto, flauto
- Franklin Skeete - contrabbasso[2]